# Conflito Karen
O conflito Karen é um conflito armado em curso em Mianmar (Birmânia), sendo um dos vários conflitos armados em Myanmar. O conflito foi descrito como uma das "guerras civis mais duradouras" do mundo. O movimento nacionalista Karen tem lutado por mais autonomia e/ou independência dentro da Birmânia.
O povo karen tem lutado por um Estado Kayin independente desde 1949, conhecido pelos karens como Kawthoolei. Nesse conflito, muitos atores diferentes participaram, sendo os mais influentes o União Nacional Karen, uma organização política com um braço armado, o Exército de Libertação Nacional Karen e o Tatmadaw birmanês.
O conflito é travado principalmente no atual estado Karen, estabelecido em 1952 pelo governo birmanês. Apenas uma minoria da população total dos karens residem dentro das fronteiras deste estado. Centenas de milhares de karens e outros grupos étnicos foram mortos no conflito. O conflito também fez com que muitos karens fugissem da Birmânia para a Tailândia.